# Alfred Villeroy
Gaspard-Alfred Villeroy (* 12. April 1818 auf Schloss Fremersdorf bei Saarlouis; † 28. September 1896 in Wallerfangen) war ein französischer Porzellanfabrikant und von 1842 bis 1873 Leiter des Unternehmens Villeroy & Boch.

## Leben

### Herkunft und Familie
Alfred Villeroy war der Sohn des Industriellen Charles-Ambroise Villeroy (1788–1842)  und dessen Ehefrau Marie-Elisabeth-Sophie de Renauld (1797–1884).
Am 18. April 1842 heiratete er in Metz Amélie Victorine Le Masson (1821–1891), mit der er die Kinder  Ernest (1843–1906, Nachfolger im Unternehmen), Maurice (1844–1914), Léonie Alex Marie Amélie (1851–1919) und Marie Eugénie (1854–1914) hatte. 

### Unternehmerisches Wirken
Nach seiner Schul- und Berufsausbildung ging er in den väterlichen Betrieb und wurde 1842 Nachfolger seines Vaters und stand – nach der Neufassung des Gesellschaftsvertrages – zusammen mit seinem Schwager Eugen von Boch an der Spitze des Unternehmens.
Alfred war unternehmerisch sehr aktiv und gründete 1843 eine Cristallerie in Wadgassen. Es war das erste gemeinsame Werk von Villeroy und Boch. Unter seiner Führung gelang die Weiterentwicklung der Kupferdruckherstellung und die Produktion von Knochenporzellan (1852). Der russische Markt konnte erschlossen  und durch die Gründung der Steingutfabrik in Dresden im Jahre 1856 Osteuropa besser und leichter beliefert werden. Der Antrieb der Drehscheiben durch Dampfmaschinen (1860) und die Anbindung der Fabriken an das Schienennetz führten zu einer sprunghaften Aufwärtsentwicklung des Unternehmens. Die Zahl der Arbeiter stieg von 418 im Jahr 1861 auf 900 im Jahr 1893.
1869 wurde in Mettlach, am Sitz der Generaldirektion des Unternehmens, eine Mosaikfabrik gegründet.
1873 übergab Alfred Villeroy seinem Sohn Ernest das Unternehmen.